# Субтест
Субтест је засебан и релативно независан део теста који се налази уграђен у један сложен тест или батерију тестова. Сваки субтест испитује један посебан аспект варијабле коју тест мери, а њихови резултати се сабирају тако да доприносе коначном композитном скору испитаника на тесту у целини. Субтестови могу бити манипулативни и вербални.